# Christian Müller (psychiatre)
Pour les articles homonymes, voir Christian Müller et Müller.
Christian Müller, né le 11 août 1921 à Münsingen et mort le 29 mars 2013  à Berne, est un enseignant, psychiatre, psychanalyste et écrivain suisse vaudois.

## Biographie
Issu d'une famille de psychiatres sur trois générations, Christian Müller a grandi dans la clinique psychiatrique de Münsingen (de) où son père, Max Müller, était directeur. Il a fait ses études à Genève et à Berne avant de poursuivre sa carrière chez Manfred Bleuler le fils d'Eugen à Zürich. Il est pendant plus de 25 ans médecin directeur de l'Hôpital psychiatrique de Cery et professeur titulaire pour la psychiatrie à Lausanne. Considéré comme l'un des premiers réformateurs de la psychiatrie, Christian Müller publie entre autres titre Les institutions psychiatriques chez Springer Verlag (1982) ainsi qu'une Esquisse d'une histoire de la psychiatrie suisse, aux éditions Payot-Lausanne en 1997.
En 2004, Christian Müller fait paraître aux éditions Labor et Fides Nouvelles de ce monde-là courts textes traduisant l’interrogation constante qu’a menée le professeur tout au long de sa carrière de psychiatre. Au travers de ces brèves nouvelles, le lecteur assiste en filigrane, aux bouleversements majeurs de l’histoire de la psychiatrie du XXe siècle.
En 2007, paraît Miniatures psychiatriques ce qui peut être considéré comme une suite aux Nouvelles de ce monde-là, et qui consiste en une trentaine de récits et autant de courts portraits de patients, restituant le climat de la psychiatrie des années 1950 à 1980.
Christian Müller meurt à Berne le 29 mars 2013,.

## Citation
- Un observateur attentif ne peut pas ne pas voir que les innovations les plus séduisantes, comme par exemple les institutions semi-ouvertes (....), comportent une très importante possibilité d'éviter la confrontation directe avec le schizophrène. Pour la réintégration, on préfère choisir les malades motivés, c'est-à-dire les moins gravement malades. Pour les autres, et plus particulièrement pour les schizophrènes gravement autistes, on en arrive facilement à une sur-stimulation néfaste, qui finit par amener une décompensation aiguë, et par conséquent un abandon dégouté de la part du thérapeute.[4]

## Publications
- Études sur la psychothérapie des psychoses  (trad. de l'allemand), Paris/Montréal, L'Harmattan, 1999, 191 p. (ISBN 2-7384-7005-X).
- Les maladies psychiques, H. Huber, 1981 (ISBN 3-456-81020-2).
- Nouvelles de ce monde-là, Genève/Paris, Labor & Fides, 2004, 163 p. (ISBN 2-8309-1129-6, lire en ligne).
- De l'asile au centre psychosocial : esquisse d'une histoire de la psychiatrie suisse, Lausanne, Payot, 1998, 261 p. (ISBN 2-601-03168-9).
- Ed Schwabe Verlag Basel, Paul Dubois (1848-1918), 2002 (ISBN 3-7965-1590-8).
- Miniatures psychiatriques : témoignage d'un médecin au travail, Genève/Paris, Labor et Fides, 2007, 173 p. (ISBN 978-2-8309-1237-1, lire en ligne).